# Оциці (Нижньосілезьке воєводство)
Оциці (пол. Ocice, нім. Ottendorf) — село в Польщі, у гміні Болеславець Болеславецького повіту Нижньосілезького воєводства.
Населення — 974 особи (2011).
У 1975-1998 роках село належало до Єленьоґурського воєводства.

## Демографія
Демографічна структура станом на 31 березня 2011 року:
|          | Загалом | Допрацездатний вік | Працездатний вік | Постпрацездатний вік |
| -------- | ------- | ------------------ | ---------------- | -------------------- |
| Чоловіки | 496     | 108                | 357              | 31                   |
| Жінки    | 478     | 112                | 288              | 78                   |
| Разом    | 974     | 220                | 645              | 109                  |